# Variabile R Coronae Borealis
Le stelle R Coronae Borealis, note anche con la sigla RCB, sono delle stelle variabili appartenenti a una delle classi in cui si suddividono le stelle variabili eruttive: il prototipo di tali stelle, da cui prendono il nome, è rappresentato da R Coronae Borealis.
La prima ad essere scoperta è stata R Coronae Borealis nel 1795 da parte dell'astrofilo inglese Edward Pigott, la prima RCB extragalattica è stata W Mensae, scoperta nel 1927 da Willem Jacob Luyten nella Grande Nube di Magellano.
Le due stelle RCB più luminose, una posizionata nell'emisfero celeste boreale, l'altra nell'emisfero celeste australe, hanno una magnitudine visuale apparente al massimo della luminosità, casualmente similare, circa la 6 magnitudine, al limite della visibilità ad occhio nudo, e sono, quella nell'emisfero boreale la R Coronae Borealis, quella nell'emisfero australe la RY Sagittarii.
Le RCB costituiscono una delle tre classi in cui si suddividono le stelle con composizione deficitaria in idrogeno e con un eccesso in carbonio, le altre due classi sono le HdC e le EHe: i confini tra le tre classi non sono ben definiti e chiari.
Queste suddivisioni sono forse forzate in quanto le HdC potrebbero essere semplicemente delle RCB a più bassa attività eruttiva, tanto che una stella, XX Cam, è stata variamente conteggiata ora tra le RCB ora tra le HdC: la divisione tra questi due gruppi e le EHe è fatta oltre che sulla loro attività, sulla base della temperatura superficiale, 5.000-8.000 °C per le RCB e le HdC, oltre i 8.000 °C per le EHe. Queste tre classi di stelle sono ritenute stelle post-ramo asintotico delle giganti, se ne conoscono solo un centinaio di membri in tutta la nostra galassia.
Si conoscono, ad oggi, poco più che una cinquantina di RCB nella nostra galassia e poco più di due dozzine nella Grande Nube di Magellano (LMC) e nella Piccola Nube di Magellano (SMC) e due dozzine di EHe, le restanti stelle sono HdC. Si stima che nella nostra galassia ci siano circa 3.200 RCB. La maggior parte delle RCB sono state scoperte nelle vicinanze del nucleo galattico .
Le RCB sono a volte suddivise in tre sottogruppi in base alla temperatura: quelle "caldissime" con temperature attorno ai 20.000 °C (ce ne solo tre conosciute nella nostra galassia: V348 Sgr, DY Cen, e MV Sgr), quelle "calde", con temperature superficiali tra i 6.000 e i 8.000 °C e quelle "fredde" con temperature inferiori ai 6.000 °C; a volte vengono suddivise in un ulteriore sottogruppo, quello delle "molto fredde" o DY Persei costituito da stelle con temperature attorno ai 3.500 °C: le DY Persei hanno diminuzioni di luminosità più lente delle altre RCB e discese e risalite di luminosità simmetriche, non si è ancora sicuri se esse appartengano effettivamente alle RCB o siano invece stelle al carbonio del ramo asintotico delle giganti.

## Caratteristiche fisiche
Le RCB sono stelle supergiganti, in genere di tipo spettrale F o G, hanno masse dell'ordine delle 0,8-0,9 masse solari, temperature superficiali nella maggior parte attorno ai 7.000 °C, ma che può andare dai 3.500 °C ai 8.000 °C, in alcuni casi anche molto di più, con una composizione deficitaria in idrogeno ed in eccesso in carbonio e azoto: le RCB presentano anche una composizione superficiale estremamente arricchita in elio, fino al 98%.
La magnitudine assoluta delle RCB va dalla -2,6a alla -5,2a.
Attorno alle RCB sono state osservate nubi circumstellari di carbonio e anche deboli nebulose costituite di polveri.
Tutte le RCB risultano stelle singole anche se una potrebbe appartenere a un sistema quadruplo .

## Variazione di luminosità
La caratteristica principale di queste stelle, definite a volte nove inverse è di avere normalmente una certa magnitudine e a intervalli irregolari e imprevedibili diminuire, più o meno rapidamente, di luminosità perdendo fino a 9 magnitudini, corrispondenti ad una riduzione di 4.000 volte della luminosità iniziale della stella per poi ritornare alla luminosità di partenza: mentre i picchi negativi di luminosità minima non sono costanti potendo essere abbastanza diversi uno all'altro, la luminosità massima è sempre la stessa, seppur con piccole fluttuazioni dell'ordine dei decimi di magnitudine dovute a pulsazioni con periodi dell'ordine dei 40-100 giorni.
Il meccanismo di questi crolli di luminosità è stato per molti anni un mistero, oggi si sa che sono dovuti alla formazione di nubi circumstellari di carbonio: le RCB espellono notevoli quantità di carbonio che quando raggiunge una distanza dalla stella sufficiente si raffredda abbastanza per condensarsi sotto forma di nubi che schermano parzialmente la luce della stella, in seguito la pressione di radiazione della luce e il vento solare emesso della stella spazzano queste nubi permettendo nuovamente alla totalità o quasi della luce della stella di raggiungere la Terra, fino a che la formazione di nuove nubi determina un nuovo oscuramento della luce stellare.
La causa della particolarità della curva di luce di questa classe di stelle è stata scoperta dall'astronomo statunitense John Aloysius O'Keefe.

## Formazione delle stelle R Coronae Borealis
Non si conosce ancora con certezza quale sia il percorso evolutivo che porta una stella a divenire una RCB, i due principali modelli sono:
- la fusione di due nane bianche
- una nana bianca, divenuta stella centrale di una nebulosa planetaria che si espande fino alle dimensioni di una supergigante grazie a un flash finale dell'elio.

I due modelli spiegano, ognuno in modo molto diverso, la rarità delle RCB: per il primo modello sarebbero il risultato di un evento inusuale per una stella, la fusione con un'altra stella, per il secondo modello esse si troverebbero in una fase dell'evoluzione stellare talmente breve che tra le centinaia di miliardi di stelle che conta la nostra galassia vi si troverebbero contemporaneamente solo poche migliaia di stelle alla volta.